# Teddy Thompson
Teddy Thompson (* 19. února 1976, Londýn) je anglický zpěvák a kytarista.
Jeho otcem je kytaristka Richard Thompson a matkou zpěvačka Linda Thompson; jeho mladší sestra Kamila Thompson se rovněž věnuje hudbě. Po narození dostal muslimské jméno Abudharr Ibn Yaya Thompson a později byl přejmenován na jméno Adam Thompson; později začal užívat jméno Teddy. Svou první skupinu založil ve svých osmnácti letech a později například působil v doprovodné skupině svého otce (podílel se také na několika jeho albech). V roce 2002 vydala jeho matka po sedmnácti letech nové album nazvané Fashionably Late a vedle dalších se na něm podílel také Teddy Thompson. On sám své první sólové album vydal v roce 2000. Během své kariéry spolupracoval i s dalšími hudebníky, jako například Marianne Faithfull a Rufus Wainwright. Spolu s několika dalšími členy své rodiny nahrál roku 2014 album Family.

## Diskografie
- Teddy Thompson (2000)
- Separate Ways (2005)
- Upfront & Down Low (2007)
- A Piece of What You Need (2008)
- Bella (2011)
- Little Windows (2016) – s Kelly Jones
- Heartbreaker Please (2020)